# Baneditor
Baneditor eller nivåeditor (engelska: level, map, campaign eller scenario editor) är en mjukvara som används för att designa banor till ett datorspel. Ibland finns en integrerad editor i spelet i fråga, andra gånger finns editorn som medföljande eller fan-utvecklad fristående körbar applikation. Namnet omfattar såväl integrerade som fristående editorer, oavsett vilken genre spelet tillhör.
En baneditor används ofta för att skapa banor till en viss spelmotor. Genom att återanvända baneditorn och spelmotorn till flera spel blir utvecklingen effektivare.

## Baneditorer (i urval)
- Valve Hammer Editor
- UnrealEd
- StarEdit
- QuArK (Quake Army Knife)
- The G.E.C.K.
- Warcraft III World Editor